# Robert Radford
Robert Radford (Nottingham, 13 maggio 1874 – Londra, 3 marzo 1933) è stato un basso britannico che fece la sua carriera interamente nel Regno Unito, partecipando a concerti e diventando uno dei principali interpreti di oratorio ed altra musica sacra. Ebbe un successo altrettanto importante in una vasta gamma di ruoli operistici, che vanno da Wagner a Gilbert e Sullivan, grazie alla forza e alla bellezza brunita della sua voce ben allenata.

## Biografia
Anche da giovane Radford possedeva una voce profonda e risonante. Studiò alla Royal Academy of Music di Londra, principalmente sotto la direzione di Alberto Randegger, ma ricevette anche lezioni da Battison Haynes e Frederic King. Aveva doni naturali e drammatici che sin dall'inizio suggerivano una carriera operistica, ma la sua prima vita professionale fu dedicata in particolare all'oratorio ed al concerto.

## Concerti e oratori, 1899–1915
Il suo debutto fu al Festival Musicale di Norwich nel 1899. Apparve sotto Henry Wood al ballo della Queen's Hall il 9 febbraio 1900 in The Martyr of Antioch di Arthur Sullivan. Fu anche solista al Concerto del Centenario del Giorno di Trafalgar di Wood del 21 ottobre 1905 (durante il quale fu eseguita per la prima volta la Fantasia on British Sea-Songs di Wood). Nel 1906 divenne il solista principale tra i bassi nei concerti dell'Handel Festival (Al Crystal Palace) e rimase tale fino agli anni '20.
Il 26 maggio 1911 prese parte alla interpretazione del Sheffield Festival Chorus della Messa in Si minore di J.S. Bach per il London Music Festival, con Agnes Nicholls, Edna Thornton, Ben Davies ed altri; il giorno seguente era con Gervase Elwes e altri nella grande esibizione della Leeds Choral Union del Passione secondo Matteo. Partecipò anche all'esecuzione della Messa in Si minore da parte del coro di Leeds, con Carrie Tubb, John Coates e altri, al "Three B's 'Festival" nell'aprile 1915 e ancora alla Queen's Hall, sotto Henri Verbrugghen con la London Symphony Orchestra.

## Carriera operistica prima del 1914
Già nel novembre del 1900 Henry Wood aveva ingaggiato Radford per la sua esibizione integrale a Nottingham dei primi due atti del Tannhäuser (introducendo per la prima volta in Inghilterra la versione parigina della scena di Venusberg), insieme a Robert Watkin-Mills e altri. Nel 1904 fece la sua prima apparizione al Covent Garden, come Commendatore nel Don Giovanni sotto Hans Richter. Fu nuovamente ingaggiato per il Ciclo dell'Anello di Richter nel 1908, interpretando i ruoli di Fasolt in L'oro del Reno, Hunding in La Valchiria e (secondo un'altra fonte) Hagen ne Il crepuscolo degli dei. Nel 1910 entra a far parte della Denhof Opera Company.
Successivamente fu impegnato con il Grand Opera Syndicate alla Royal Opera House, Covent Garden e quindi fu richiesto da Thomas Beecham nelle sue produzioni in vari luoghi, tra cui Covent Garden, Drury Lane e His Majesty's Theatre. Nella produzione di Beecham del Ciclo dell'Anello di Wagner cantò di nuovo Fasolt a fianco del Fafnir del giovane Norman Allin, che gli succedette come il basso più importante della Gran Bretagna. Tra i suoi ruoli più noti c'erano Mefistofele (Faust di Gounod), Osmin (Il Serraglio), Sarastro (Il flauto magico), Il padre (Louise di Charpentier), La fanciulla di Pskov e Boris Godunov (ruolo del protagonista), che fu il primo cantare in inglese. Nell'aprile del 1914 partecipò alla prima esibizione in lingua inglese del Parsifal di Wagner con solisti inglesi (con la London Choral Society, Carrie Tubb, John Coates, Thorpe Bates e Dawson Freer).

## Incisioni 1903–1914
Radford ebbe un rapporto precoce e di successo con il grammofono, a cominciare da una canzone chiamata "Ho! ho! ascolta i venti selvaggi che soffiano" per la Gramophone Company nel giugno 1903. I suoi primi dischi 12" furono "It is enough" e "Lord God of Abraham" dall'"Elia" di Mendelssohn nel 1906-7 (coi supplementi: "For the mountains shall depart" e "Is not his word like a fire" su dischi da 10"). 
Negli anni successivi aggiunse "I am a Roamer" (Mendelssohn), "Nazareth", "Vulcan's Song" (Filemone e Bauci), e "She alone charmeth my sadness" (Gounod), "O ruddier than the cherry" (Aci e Galatea), "Hear, ye winds and waves" (Scipione), "Honor and Arms" , "Arm, arm ye brave" (Giuda Maccabeo) (Handel), "Arise ye subterranean winds" (Purcell) e molte delle ballate migliori e più lunghe dell'epoca.
Registrò i duetti di basso e tenore tradizionali (("Larboard Watch", "The Gendarmes", "Excelsior", "The moon hath raised her lamp above", and "Watchman, what of the night"?) Con John Harrison e registrò anche registrato canzoni inglesi in arrangiamenti per quartetti (ad esempio "O, who will o'er the downs so free?") con John Harrison, Maud Perceval Allen o Alice Lakin e Edna Thornton.

## Dopo la prima guerra mondiale
Durante la Grande Guerra Radford continuò a registrare di tanto in tanto ed era una risorsa preziosa per i concerti sul lungomare di quel periodo. Nel 1917 si unì alla compagnia di George W. Byng dell'Alhambra Theatre nel primo grande progetto di registrazione delle operette di Gilbert e Sullivan, insieme ai cantanti Nellie Walker, George Baker, Ernest Pike, Derek Oldham, Peter Dawson ed altri. Oltre a questi, registrò diversi nuovi titoli dal suo repertorio nel 1918-1920. Il 26 marzo 1919 partecipò a un concerto della Royal Philharmonic Society cantando "Wotan's Farewell" (La Valchiria Atto 3) sotto la direzione di Landon Ronald. Apparve in Il sogno di Geronte con la Northampton Musical Society sotto Charles King il 29 ottobre 1920, con Norah Dawnay e Gervase Elwes: questa doveva essere l'ultima occasione in cui Elwes cantava l'opera. Gli artisti (insieme a W.H. Reed e altri) stettero nella casa di Elwes a Little Billing per l'occasione.
Nel 1920–22 divenne direttore fondatore della British National Opera Company e divenne anche un membro importante della sua compagnia di canto. Cantò in due rappresentazioni della Philharmonic Society della Sinfonia n. 9 di Beethoven, prima sotto Felix Weingartner nel marzo 1924 con Florence Austral, Margaret Balfour e Frank Titterton e ancora nell'ottobre 1925 con Dorothy Silk, Muriel Brunskill e Walter Widdop, sotto Albert Coates. Continuò a registrare per HMV dopo l'avvento del microfono elettrico nel 1925. Nelle ultime incisioni acustiche e nelle prime set elettriche di passaggi wagneriani, si può ascoltare a lungo (spesso accanto al grande soprano Florence Austral), come Alberich in L'oro del Reno, Wotan in La Valchiria e Hagen in Il crepuscolo degli dei, come Gurnemanz in Parsifal (HMV D 1025–29) e sia Hans Sachs che Pogner in I maestri cantori di Norimberga, tutti sotto la direzione di Albert Coates: il suono registrato è per lo più deludente. Nel 1924 si disse che negli oratori la sua voce era più adatta alle parti di basso ne La Creazione (Haydn) e negli oratori di Handel.
Si dice che Radford abbia sofferto di cattiva salute per tutta la vita ed è stato questo ostacolo che gli ha impedito di sviluppare la sua carriera sulla scena internazionale. Una sua foto (ma nessun resoconto della sua carriera) è mostrata da Michael Scott nella sua importante rassegna The Record of Singing. È anche il soggetto di una breve storia nell'autobiografia di Peter Dawson. Norman Allin, di 10 anni più giovane, è stato il suo più grande successore tra i bassi inglesi.